# Сидоркин (хутор)
Сидоркин — хутор в Алексеевском районе Белгородской области, один из двух хуторов включенных в Ильинское сельское поселение. 

## География
Хутор расположен в восточной части области, вблизи западных окраин Алексеевки (6 км от центра города). Ближайшая железнодорожная станция ЮВЖД — «Путейская» («76,2 км»).
Улицы и переулки
| - ул. Подгорная - ул. Степная |

## История
В 1859 году - Бирюченского уезда «хутор казенный Сидоркин (Сидоренков, Пенкин) на Кобыльем логе» «по правую сторону большого почтового тракта от г. Бирюча до г. Острогожска» - 30 дворов, 293 жителя (147 муж., 146 жен.). 
Упоминается в Памятной книжке Воронежской губернии за 1887 год как "хуторъ Сидоркинъ" Иловской волости Бирюченского уезда. Число жителей обоего пола — 357, число дворов — 43.
В 1900 г. - «хутор Сидоркин при Кобыльем яре» - 51 двор, 345 жителей (183 муж., 162 жен.).
С июля 1928 г. хутор Сидоркин в Ильинском сельсовете Алексеевского района.

## Население
| 2002 | 2010 |
| ---- | ---- |
| 133  | ↘96  |